# راوتر افتراضي
الراوتر الإفتراضي (بالإنجليزية: Virtual Router)‏ هو عبارة عن برنامج كمبيوتر وظيفته هي إنشاء شبكة لاسلكية إفتراضية باستخدام الحاسوب المثبت عليه البرنامج بشرط أن يحتوي هذا الجهاز على بطاقة شبكة يدعم شبكات الواي فاي مثل أجهزة الحاسوب المحمول، ومن ثم يقوم البرنامج بإتاحة الإمكانية لأجهزة أخرى بأن تتصل بالشبكة الأم مثل ( الإنترنت) عن طريق هذه الشبكة الفرعية. غالبًا ما يستخدم راوتر افتراضي كمصطلح عام للتوجيه الظاهري ، ولكنه مدرج أيضًا في اسم العديد من المنتجات التجارية ذات الأسماء التجارية.
التوجيه الظاهري هو شكل من أشكال التمثيل الافتراضي لوظائف الشبكة (NFV) ، حيث يتم تحويل وظائف أجهزة الشبكة القائمة على الأجهزة التقليدية إلى برامج يمكن تشغيلها على أجهزة تجارية جاهزة (COTS). يتميز هذا بمزايا خفض تكاليف الأجهزة والسماح بمزيد من قابلية التشغيل البيني للأجهزة ، بدلاً من طلب نظام أساسي للأجهزة.
نظرًا لأن التوجيه الظاهري يحرر وظيفة توجيه الاي بي IP من أجهزة معينة ، يمكن لوظائف التوجيه التحرك بحرية أكبر حول الشبكة أو مركز البيانات. في وظيفة توجيه البرامج الأساسية ، تتم إضافة برنامج التوجيه إلى خادم السلع وتصبح هذه القطعة من الأجهزة جهاز توجيه. في بيئة توجيه موزعة أكثر تعقيدًا ، يمكن نقل أجزاء من برنامج التوجيه حول الشبكات بأكملها أثناء إدارتها بواسطة مستوى تحكم مركزي.